# Sonne (wrestler)
 For alternative betydninger, se Sonne. (Se også artikler, som begynder med Sonne)
Sonne (født Søren Bjerg Nielsen, d. 29. januar 1989) er en dansk wrestler. Sonne kæmpede i en periode for Dansk Pro Wrestling, men ingen ved hvad der senere blev af ham, selvom rygtet vil vide at han stadig er aktiv som dansk og international wrestlingstjerne. 

## Biografi
Sonne blev i 2008 trænet af etablerede amerikanske indy wrestlere American Kickboxer og Truth Martini i 5 måneder, på The R.A.A.G.E. Dojo i Detroit. Sonne kæmpede et par kampe i og omkring Detroit i efteråret 2008, under navnet Soren Neilson. 

### Dansk Pro Wrestling (2009-2011)
Sonne debuterede i Dansk Pro Wrestling d. 24. januar, mod Michael Knight i Køge til et nederlag. Han skulle have mødt Final Count, men kampen blev ændret i sidste øjeblik. Ved Vild Vinter showet i februar 2009, deltog Sonne i Light Heavyweight turneringen, der skulle kåre Danmarks første Light Heavyweight mester. Her tog han en sejr over Jak Osmium i indledningsrunden, men tabte herefter til Kool Krede i semi finalen. Sonne dannede en kort alliance med Victor Dale, men Victor vendte ham ryggen midt i deres tag kamp mod norske Superheltene, så Sonne led endnu et nederlag.
I løbet af 2010 vendte heldet dog for Sonne, og han bragte flere sejre i hus, bl.a. over Thorn og Fred Talent i en tag team kamp i Horsens, hvor han dannede hold med Axel Dieter Jr., og mod den tyske rookie Kenny The Kid.
Efter en kontroversiel DQ sejr over den daværende DPW Lightweight mester Kool Krede, begyndte Sonne at beskrive sig selv som den sande mester i Dansk Pro Wrestling. Dette har medført flere kampe mellem de to, som ikke ser ud til at kunne lægge striden bag sig.

### Svensk Wrestling Syd (2010)
D. 24. april deltog Sonne, som den første dansker nogensinde, på et show for den svenske promotion Svensk Wrestling Syd. Her mødte han den svenske wrestler Killer Karlsson, som besejrede Sonne via DQ, efter Sonne forsøgte at strangulere ham med Dannebrog.